# شرکت ادونچر
شرکت ادونچر (انگلیسی: The Adventure Company) شرکت بازی ویدئویی کانادایی است، که در سال ۲۰۰۲ تأسیس شد.